# Taygetis rectifascia
Espèce
Taygetis rectifascia est une espèce de papillons de la famille des Nymphalidae, de la sous-famille des Satyrinae et du genre Taygetis.

## Dénomination
Taygetis rectifascia a été décrit par Gustav Weymer en 1907 .

## Description
Taygetis rectifascia est un grand papillon, qui, aux ailes postérieures présentent la partie de la marge proche de l'angle anal dentelée. 
Le revers est beige irisé de rose barré de deux fines lignes marron et orné d'une ligne submarginale de très discrets ocelles marron clair centrés d'un point blanc.

## Écologie et distribution
Taygetis rectifascia est présent au Brésil.

### Protection
Pas de statut de protection particulier